# بوليط كستنائي
بوليط كستنائي (الاسم العلمي:Boletus badius) هو نوع الفطريات يتبع جنس البوليط من الفصيلة البوليطية.